# UGK
UGK (скорочено від Underground Kingz) - американський хіп-хоп дует з Порт-Артура, (Техас) утворений у 1987 році реперами Чадом «Pimp C» Батлером і Бернардом «Bun B» Фріманом. Вони випустили свій перший альбом Too Hard to Swallow у 1992 році. За весь час існування гурту вони випустили 6 альбомів. 4 грудня 2007 року Pimp С помер у своєму готельному номері в Західному Голлівуді. З того часу гурт припинив своє існування.
Дует також брав участь в хіт-синглах кількох інших виконавців, таких як «Big Pimpin'» Jay-Z і «Sippin' on Some Syrup» Three 6 Mafia.

## Історія
Учасники групи Pimp C і Bun B, були з того ж міста, що і Дженіс Джоплін і Роберт Раушенберг. Хоч і місто мало населення в 60 000 осіб, але своєю реп-сценою не було відоме.
Бернард Фрімен скоротив своє дитяче прізвисько «Bunny» та отримав псевдонім «Bun».
Стиль Bun B був описаний як «Доставка швидкісного поїзда з текстами, які відшліфовані та лаковані» . 
Чад Батлер (Pimp C) був сином трубача і змалку цікавився музикою. Ще до вивчення нотної грамоти в школі він навчився грати на багатьох інструментах на слух, включаючи фортепіано, трубу, барабани та флюгельгорн. Його вокальний стиль - «високоголосий, нестійкий провокатор, з такою ж ймовірністю вдарити вас по обличчю, як і заспівати вам пісню про кохання». Під впливом Run-DMC він почав робити ударні для репу після того, як йому подарували драм-машину та MIDI-клавіатуру на Різдво. Дотримуючись поради вітчима - «покласти трохи музики в це лайно», Чад вирішив вийти за рамки формули kick-snare Run-DMC.

## Кар'єра
У 1992 році, UGK підписали контракт із Jive Records, на якому вони повинні були випустити 5 альбомів. Їх дебютний альбом Too Hard to Swallow вийшов 10 листопада 1992 року. 5 пісень з Too Hard to Swallow не були допущені до випуску, тому були випущені на EP Banned.
Їхній другий альбом, Super Tight, був випущений 30 серпня 1994 року. На відміну від їхнього попереднього альбому, Super Tight зумів пробитися в чарт Billboard 200 і зрештою досяг 95-ої позиції. Їхній третій альбом, Ridin' Dirty, досяг 15-ої позиції. Третій альбом також був останнім альбомом перед 5-річною перервою.
2000 став роком прориву для групи. UGK записали гостьові куплети на хіт-синглах «Big Pimpin'» Jay-Z та «Sippin' pn Some Syrup» Three 6 Mafia. Обидві ці співпраці значно підвищили їхню репутацію і підживили передчуття їхнього наступного альбому. Jive Records не змогли отримати вигоду з цього новонабутого інтересу до дуету, тому їхній 4 альбом Dirty Money 2001 року вийшов не таким гучним.
Проблеми виникли в 2002 році, коли Pimp C був взятий під варту за звинуваченням у озброєному нападі за обтяжливих обставин. Протягом усього часу ув'язнення Bun B носив ім'я UGK, роблячи численні гостьові куплети на піснях інших виконавців, причому кожна поява або згадувала Pimp C, або говорила «Free Pimp C!». Багато виконавців зробили те саме і згадали Pimp C у своїх власних піснях з або без Bun B. В результаті тюремного ув'язнення обидва учасники розпочали сольну кар'єру.
Rap-A-Lot Records випустили дебютний альбом Pimp C The Sweet James Jones Stories 1 березня 2005 року. Bun B пізніше випустив свій власний альбом Trill 18 жовтня 2005 року. Він дебютував на 6-му місці в Billboard 200, а також досяг першого місця в чарті найкращих R&B/Хіп-хоп альбомів Billboard.
30 грудня 2005 року Pimp C був звільнений з в'язниці і мав бути під умовним ув'язненням до грудня 2009 року. Він випустив свій альбом Pimpalation 25 липня 2006 року.
7 серпня 2007 року дует випустив свій п'ятий студійний альбом під назвою Underground Kingz. Це був подвійний альбом, що містить 26 треків та випущений на двох дисках. Альбом був комерційно успішний і добре сприйнятий критиками. Він отримав 4-зірковий рейтинг від Allmusic і досяг першого місця в Billboard 200.
4 грудня 2007 року, Pimp C знаходять мертвим у своєму номері в Західному Голлівуді (Каліфорнія). Знайшли його після дзвінка в 9-1-1. Рятувальники відчинили двері в готелі на шостому поверсі, він лежав на ліжку.
Bun B виступив на радіо DJ Madd Hatta через кілька днів. Бернард заявив в інтерв'ю, що випустить останній альбом UGK, перш ніж він назавжди стане сольним проектом.
31 березня 2009 року був випущений останній альбом гурту UGK 4 Life.

## Дискографія
Студійні альбоми
- Too Hard to Swallow (1992)
- Super Tight (1994)
- Ridin' Dirty (1996)
- Dirty Money (2001)
- Underground Kingz (2007)
- UGK 4 Life (2009)

EP
- The Southern Way (1992)
- Banned (1992)

## Зовнішні посилання
- UGK Website (Jive Records)